# Steven Moreira
Pour les articles homonymes, voir Moreira.
Steven Moreira, né le 13 août 1994 à Noisy-le-Grand, est un footballeur international cap-verdien qui joue au poste d'arrière droit au Crew de Columbus en MLS.

## Biographie

### En club

#### Enfance et débuts
Steven Moreira naît à Noisy-le-Grand en 1994 et dispose de la double nationalité française-cap-verdienne. Il commence le football en 2000 à l'AS Champs-sur-Marne, avant de rejoindre en 2005 l'US Torcy. En 2009, il intègre le centre de formation du Stade rennais.
Il obtient sa seule sélection avec l'équipe de France des moins de 16 ans le 29 octobre 2009 en étant titularisé face à l'Italie en match amical (victoire 4-3). Le 5 février 2013, après plus de trois ans sans sélection, il est rappelé parmi les moins de 19 ans par Francis Smerecki afin d'affronter la Croatie en match amical, et entre en jeu à la place d'Adrien Rabiot à la 67e minute de jeu (match nul 2-2).

#### Débuts professionnels au Stade rennais
Steven Moreira est pour la première fois appelé par Frédéric Antonetti dans le groupe professionnel rennais le 30 octobre 2012, afin de pallier le forfait de Romain Danzé pour une rencontre de Coupe de la Ligue contre l'AC Arles-Avignon, mais reste sur le banc des remplaçants à cette occasion. Il dispute finalement son premier match de Ligue 1 le 11 mai 2013, lors de la 36e journée, face au Valenciennes FC en tant que titulaire (défaite 4-1). Le jeune défenseur est ensuite de nouveau titularisé lors des deux dernières journées de championnat face à l'AC Ajaccio (match nul 1-1), match au cours duquel il délivre une passe décisive à Mevlüt Erding, et l'Olympique lyonnais (défaite 2-0).
Le 3 juillet 2013, il est sélectionné par Francis Smerecki afin de participer à l'Euro 2013 des moins de 19 ans. Après un début de tournoi difficile, les Bleuets éliminent l'Espagne en demi-finale et se qualifient pour la finale face à la Serbie grâce à des buts de Yassine Benzia et Antoine Conte. Une finale que les Bleuets perdent un but à zéro, le 1er août 2013, alors que Moreira dispute l'intégralité de la rencontre,.
Régulièrement utilisé en Ligue 1 par Philippe Montanier, qui succède à Antonetti comme entraîneur du Stade rennais, Steven Moreira obtient sa première sélection en équipe de France espoirs le 25 mars 2015 à l'occasion d'un match amical face à l'Estonie qu'il débute comme titulaire.

#### FC Lorient
Le 30 août 2016, il quitte finalement son club formateur, et signe un contrat de quatre ans en faveur du FC Lorient.

#### Toulouse FC
Le 10 août 2018, il quitte la Bretagne et signe un contrat de trois  ans en faveur du Toulouse FC .
Moreira reçoit un carton rouge direct le 23 novembre 2019 contre l'Olympique de Marseille pour un tacle dangereux sur Bouna Sarr et, réduit à dix, le Téfécé s'incline 0-2 à domicile. Le 15 février 2020, à la suite d'une lourde faute contre l'OGC Nice, il écope de son second carton rouge en carrière alors que Toulouse compte déjà l'expulsion de Ruben Gabrielsen et voit les siens s'incliner 0-2.
Il marque son premier but depuis son arrivée face à l'AJ Auxerre en s'imposant 3-1 au Stadium lors de la cinquième de championnat, première victoire des Violets depuis octobre 2019.

#### Crew de Columbus
Libre de tout contrat à l'été 2021, Moreira s'engage au Crew de Columbus, tenant du titre en Major League Soccer, le 23 août 2021.

### En sélection nationale
En décembre 2023, il est retenu dans la liste des vingt-sept joueurs cap-verdiens sélectionnés par Bubista pour disputer la Coupe d'Afrique des nations 2023.

## Statistiques
| Saison                | Club                  | Championnat           | Championnat | Championnat | Championnat | Coupe nationale | Coupe nationale | Coupe nationale | Coupe de la Ligue | Coupe de la Ligue | Coupe de la Ligue | Compétition(s) continentale(s) | Compétition(s) continentale(s) | Compétition(s) continentale(s) | Compétition(s) continentale(s) | Total | Total | Total |
| Saison                | Club                  | Division              | M.          | B.          | P.d.        | M.              | B.              | P.d.            | M.                | B.                | P.d.              | Comp.                          | M.                             | B.                             | P.d.                           | M.    | B.    | P.d.  |
| 2012-2013             | Stade rennais FC      | Ligue 1               | 3           | 0           | 1           | -               | -               | -               | -                 | -                 | -                 | -                              | -                              | -                              | -                              | 3     | 0     | 1     |
| 2013-2014             | Stade rennais FC      | Ligue 1               | 15          | 0           | 1           | 4               | 0               | 0               | 2                 | 0                 | 0                 | -                              | -                              | -                              | -                              | 21    | 0     | 1     |
| 2014-2015             | Stade rennais FC      | Ligue 1               | 23          | 0           | 0           | 3               | 0               | 0               | 3                 | 0                 | 0                 | -                              | -                              | -                              | -                              | 29    | 0     | 0     |
| 2015-2016             | Stade rennais FC      | Ligue 1               | 16          | 0           | 0           | 1               | 1               | 0               | 2                 | 0                 | 0                 | -                              | -                              | -                              | -                              | 19    | 1     | 0     |
| 2016-2017             | Stade rennais FC      | Ligue 1               | 1           | 0           | 0           | -               | -               | -               | -                 | -                 | -                 | -                              | -                              | -                              | -                              | 1     | 0     | 0     |
| Sous-total            | Sous-total            | Sous-total            | 58          | 0           | 2           | 8               | 1               | 0               | 7                 | 0                 | 0                 | -                              | -                              | -                              | -                              | 73    | 1     | 2     |
| 2016-2017             | FC Lorient            | Ligue 1               | 30          | 0           | 3           | 2               | 0               | 0               | 1                 | 0                 | 0                 | -                              | -                              | -                              | -                              | 33    | 0     | 3     |
| 2017-2018             | FC Lorient            | Ligue 2               | 35          | 1           | 2           | 3               | 0               | 0               | 3                 | 1                 | 0                 | -                              | -                              | -                              | -                              | 41    | 2     | 2     |
| Sous-total            | Sous-total            | Sous-total            | 65          | 1           | 5           | 5               | 0               | 0               | 4                 | 1                 | 0                 | -                              | -                              | -                              | -                              | 74    | 2     | 5     |
| 2018-2019             | Toulouse FC           | Ligue 1               | 10          | 0           | 0           | 3               | 0               | 1               | 1                 | 0                 | 0                 | -                              | -                              | -                              | -                              | 14    | 0     | 1     |
| 2019-2020             | Toulouse FC           | Ligue 1               | 17          | 0           | 0           | 1               | 0               | 0               | 2                 | 0                 | 1                 | -                              | -                              | -                              | -                              | 20    | 0     | 1     |
| 2020-2021             | Toulouse FC           | Ligue 2               | 32          | 1           | 4           | 2               | 0               | 0               | -                 | -                 | -                 | -                              | -                              | -                              | -                              | 34    | 1     | 4     |
| Sous-total            | Sous-total            | Sous-total            | 59          | 1           | 4           | 6               | 0               | 1               | 3                 | 0                 | 1                 | -                              | -                              | -                              | -                              | 68    | 1     | 6     |
| 2021                  | Crew de Columbus      | MLS                   | 7           | 0           | 2           | -               | -               | -               | -                 | -                 | -                 | CC                             | 1                              | 0                              | 0                              | 8     | 0     | 2     |
| 2022                  | Crew de Columbus      | MLS                   | 21          | 0           | 2           | 0               | 0               | -               | -                 | -                 | -                 | -                              | -                              | -                              | -                              | 21    | 0     | 2     |
| Sous-total            | Sous-total            | Sous-total            | 28          | 0           | 4           | 0               | 0               | -               | -                 | -                 | -                 | -                              | 1                              | 0                              | 0                              | 29    | 0     | 4     |
| Total sur la carrière | Total sur la carrière | Total sur la carrière | 210         | 2           | 15          | 17              | 1               | 1               | 14                | 1                 | 1                 | -                              | 1                              | 0                              | 0                              | 242   | 4     | 17    |

## Palmarès
France -19 ans
- Finaliste de l'Euro -19 ans en 2013.

 Stade rennais
- Finaliste de la Coupe de France en 2014.

 Crew de Columbus
- Vainqueur de la Campeones Cup en 2021.